# 1533
1533 (MDXXXIII) var ett normalår som började en onsdag i den julianska kalendern.

## Händelser

### Februari
- Februari – Klockupproret kuvas genom att ledarna avrättas.

### April
- 10 april – Den dansk-norske kungen Fredrik I dör och därvid utbryter ett danskt inbördeskrig om den danska kronan, vilket går till historien under namnet grevefejden.

### Juni
- 1 juni – Cartagena de Indias grundas.[1]

### Okänt datum
- Olaus Petri avsätts som Gustav Vasas kansler.
- Lidköping drabbas av en storbrand.
- Cuzco intas av Pizarro och Inkariket går i praktiken under.
- First Succession Act reglerar den engelska tronföljden efter Henrik VIII.

## Födda
- 28 februari – Michel de Montaigne, fransk författare och filosof.
- 24 april – Vilhelm I, prins av Oranien, ståthållare i Nederländerna 1572–1584.
- 7 september – Elisabet I, regerande drottning av England och Irland 1558–1603.
- 12 november – Simone Moschino, italiensk skulptör och arkitekt.
- 13 december – Erik XIV, kung av Sverige 1560–1568.

## Avlidna
- 31 januari – Ludovica Albertoni, italiensk adelsdam, änka. Saligförklarad 1671.
- Februari
  - Måns Nilsson i Aspeboda, bergsman i Dalarna, upprorsledare (avrättad).
  - Anders Persson på Rankhyttan, bergsman i Dalarna, upprorsledare (avrättad).
- 10 april – Fredrik I, kung av Danmark och Norge sedan 1523.
- 6 juli – Ludovico Ariosto, italiensk poet.
- 29 augusti – Atahualpa, kejsare över Inkariket.
- 3 december – Vasilij III, rysk regent 1505–1533.
- Anne Rud, dansk adelskvinna och försvarare.

### Fotnoter
1. ↑  World Statesmen (läst 4 april 2011)